# Trasvase
Los trasvases son obras hidráulicas cuya finalidad es la de incrementar la disponibilidad de agua en una población adicionando agua desde una cuenca vecina. Los usos específicos del agua pueden ser los más variados, sin embargo los más comunes son:
- Abastecimiento de agua potable a ciudades con un número de habitantes superior al que podrían soportar los recursos hídricos de la cuenca en la cual se sitúa la ciudad. Esta necesidad se da en casi todas si no en todas las megaciudades. Esta situación acarrea una serie de impactos ambientales, sobre todo si se considera que las aguas servidas se restituirán en una cuenca diferente de la que se extrajo el agua.
- Riego, este tipo de obras se hace necesario cuando las tierras de buena calidad se encuentran en áreas con escasos recursos hídricos. Un caso muy típico es toda la Vertiente del Pacífico, en la costa peruana, donde se han construido una serie de trasvases de cuencas, entre otros:
  - Proyecto Especial Chira Piura, en el norte del Perú, donde las aguas regularizadas por un embalse en la cuenca del río Chira se trasvasan a la cuenca del río Piura;
  - Proyecto Especial Majes, en el Departamento de Arequipa, en el sur del Perú donde las aguas del río Colca se trasvasan al río Chili.
  - Proyecto Especial Choclococha, en el Departamento de Ica, en el centro de la costa peruana. Una parte del agua que se produce en la parte alta de la cuenca del río Pampas, de la vertiente del Atlántico es revertida hacia la vertiente del Pacífico.
- Generación de energía hidroeléctrica. Estas obras son bastante frecuentes y es una forma de construir embalses más pequeños y maximizar el uso de la potencia instalada en la central Hidroeléctrica.
- Para usos múltiples.

## Ejemplos de trasvases
- En Brasil:
  - Río Tieté

- En España:
  - Trasvase Tajo-Segura
  - Trasvase Júcar-Vinalopó
  - Trasvase Talave-Cenajo
  - Trasvase del Ebro
  - Bitrasvase Ebro-Pas-Besaya

- Datos: Q9089593